# Гај Дуилије
Гај Дулије (лат. Gaius Duilius) је био римски политичар и адмирал, који се истакао за време Првога пунскога рата. Као конзул 260. п. н. е. остварио је прву римску победу над Картагињанима у бици код Мила.

## Конзул
Нема никаквих података о његовој породици или његовим почецима у политици, тако да је могуће да се ради о скоројевићу. Ипак изабран је за конзула 260. п. н. е. заједно са Гнејем Корнелијем Сципионом Асином. На почетку Првога пунскога рата Римска република била је готово без искуства у поморском ратовању, а са друге стране Картагина је имала огромно поморско искуство захваљујући вековима поморске трговине, па су Картагињани на почетку Првога пунскога рата неометано пустошили италијанску обалу. Римска република је онда изградила своју прву флоту од 100 пентера и 20 трирема, а као модел користили су картагињански потопљени брод. Флота је изграђена у веома кратком времену, у року од само два месеца. Гај Дулије је заповедао копненим снагама, а Гнеј Корнелије Сципион Асина поморским снагама. Постоји и другачија Зонарина верзија, да је Гај Дулије командовао флотом.

## Адмирал римске флоте
Према Полибију Гнеј Корнелије Сципион Асина био је навучен у заседу на Липарима, где је изгубио 17 бродова и био заробљен. Када се Сципион предао Картагињанима тада је заповедништво над римском флотом преузео Гај Дулије, а заповедништво над копненим снагама преузели су војни трибуни. Гај Дулије је уочио главне недостатке римске флоте, а то је било да су слаби у маневрирању и у поморској тактици. Дао је због тога да се конструише нова справа корвус (гавран). Полибије описује корвус као мост 10,9 m дугачак и 1,2 m широк, са малим додатним испупчењима на обе стране. Користио се вероватно на прамцу брода где би се колотурама могао подизати и спуштати. Имао је оштар врх сличан кљуну птице, који би се забијао за палубу непријатељског брода, а онда би римски војници могли да пређу на непријатељски брод и да се боре као у копненој бици, у чему су били вешти.

## Битка код Мила
Када је Гај Дулије добио информацију да Картагињани пустоше обалу крај Мила на Сицилији он је кренуо у том правцу са целом флотом и ту се нашао пред великом картагињанском флотом. Гај Дулије је командовао са 103 брода, а картагињанска флота је према Полибију имала 130 бродова, а према Диодору 200 бродова. Битка код Мила окончала се римском победом, углавном захваљујући употреби корвуса. Картагињани су изгубили око 50 бродова. Била је то прва римска поморска победа, која је улила велико самопоуздање новој римској морнарици.

## Тријумф
Након победе код Мила Гај Дулије искрцао се са војском на Сицилији, ослободио је Сегесту опсаде, а онда је заузео Мацелу. С друге стране према тријумфалним фастима Гај Дулије је пре поморске победе остварио копнене успехе. После тога посећивао је римске савезнике на Сицилији, укључујући и краља Хијерона II од Сиракузе. Међутим Картагињани су неуспешно покушали да спрече да напусти луку у Сиракузи. По повратку у Рим Гају Дулију је одобрен величанствен тријумф, пошто је то била прва римска поморска победа. Да би се овековечила та победа подигнут је и споменик, односно ступ на форуму, који је био украшен са кљуновима потопљених картагињанских бродова. Гај Дулије је дао да се изгради храм Јануса на форуму Олиторију, да би се тако захвалио боговима због велике победе.

## Цензор
Био је изабран за цензора 258. п. н. е. заједно са Луцијем Корнелијем Сципионом. Изабран је 231. п. н. е. за диктатора, да би обавио конзуларне изборе.